# 歐洲各民族，保衛你們神聖的財產

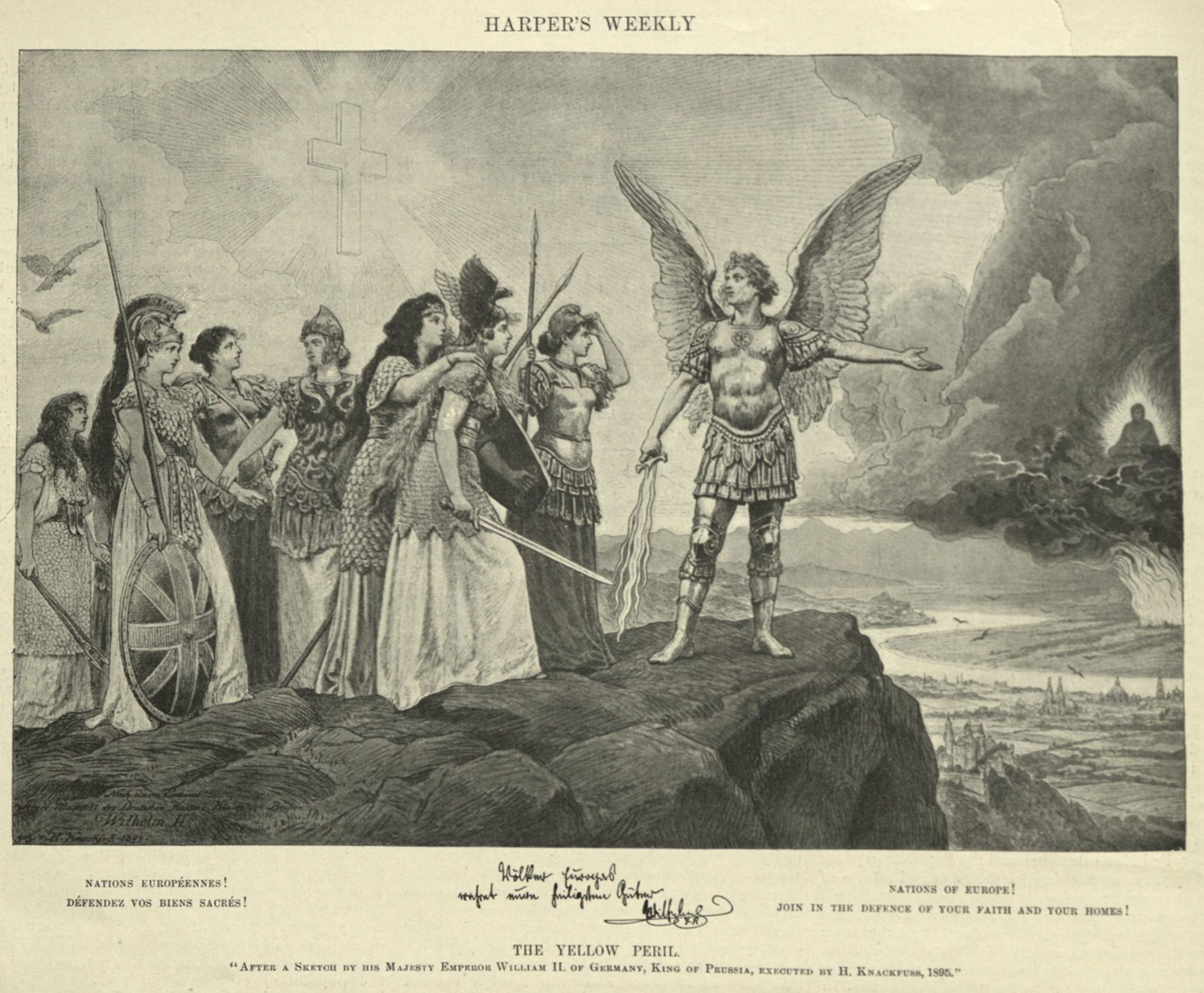
版畫「歐洲各民族，保衛你們神聖的財產！」

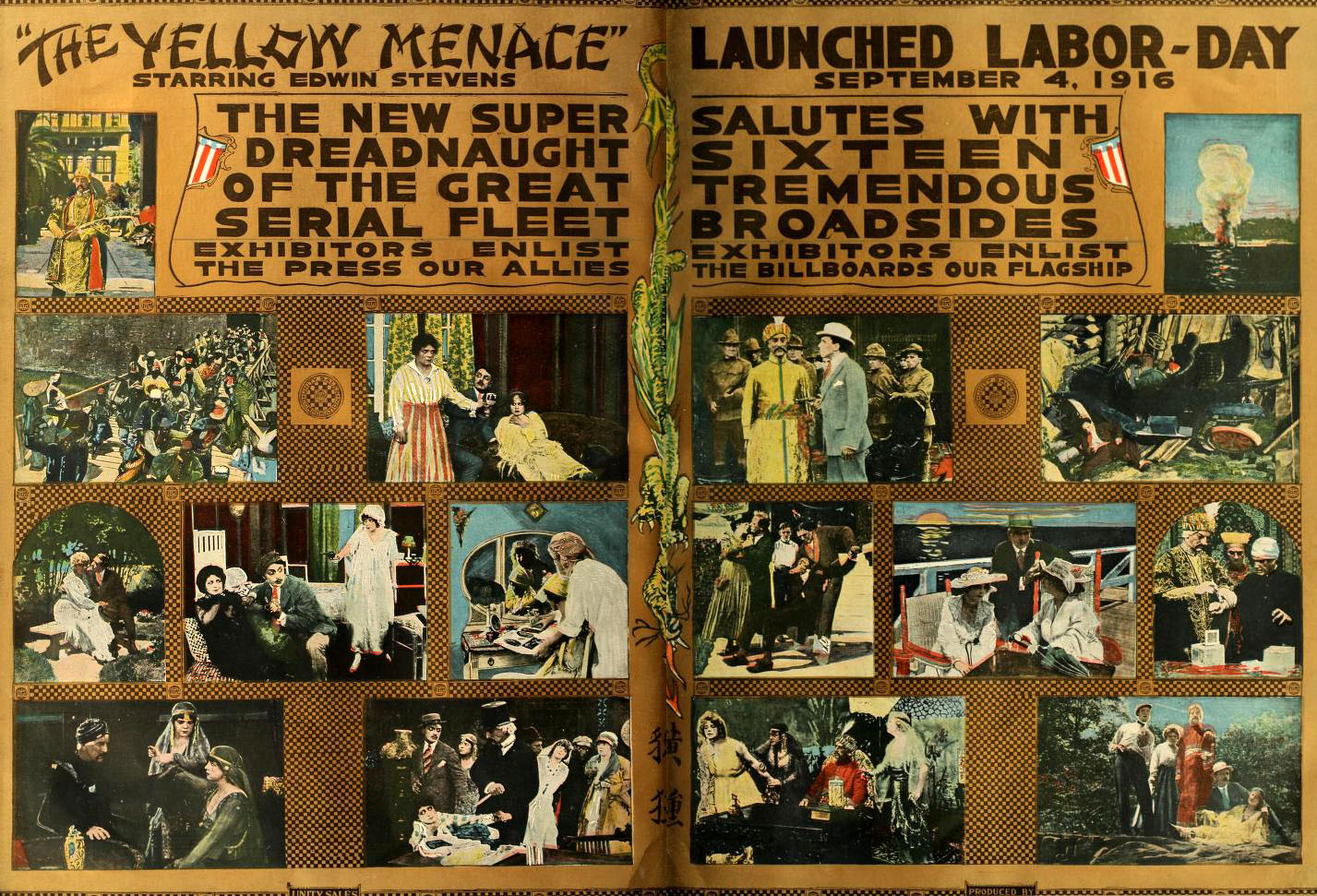
美国《電影世界》雜誌上電影《黃色威脅》的廣告（1916年）。

「歐洲各民族，保衛你們神聖的財產」（德語：Völker Europas, wahr(e)t Eure heiligsten Güter），又稱為「黃禍圖」（德語：Die Gelbe Gefahr），是德國畫家赫爾曼·克納克富斯於1895年所創作的版畫，其名由德意志帝國皇帝威廉二世所題。
這幅畫的原作被當作送給尼古拉二世的禮物，而作品的產生則基於當時歐洲所興起的「黃禍」思維（俗稱「黃禍論」）。

## 內容
這幅畫居中手持劍的人物是天使長聖米迦勒，他與畫中其他手持武器者代表歐洲的基督徒。在其右後方的佛像與龍則代表東方，意指來自中國或日本等東亞國家的黃種人。威廉二世想通過這幅，號召歐洲基督教共同對抗所謂來自東方的「黃禍」和「無神論佛教」，以保衛歐洲人的信仰與家園。